# Быковская Степь
Бы́ковская Степь — посёлок в Кораблинском районе Рязанской области, входит в состав Ключанского сельского поселения. Большинство населения занимается сельским хозяйством и содержит подсобные хозяйства. На территории поселка находятся магазин, административная контора, сельский клуб.

## История
Постановлением Рязанской областной Думы от 2 октября 1996 года N 85 посёлок 1-го участка совхоза «Быковская Степь» Ключанского сельского округа переименовать в посёлок Быковская Степь.

## Население
| 2010 |
| ---- |
| 252  |